# جاس لابادی
جاس لابادی (انگلیسی: Joss Labadie؛ زادهٔ ۳۰ اوت ۱۹۹۰) بازیکن فوتبال اهل بریتانیا است.
از باشگاه‌هایی که در آن بازی کرده‌است می‌توان به باشگاه فوتبال تورکی یونایتد، باشگاه فوتبال ترانمره راورز، باشگاه فوتبال چلتنهام تاون، باشگاه فوتبال نوتس کانتی، باشگاه فوتبال داگنم و ردبریج، باشگاه فوتبال شروزبری تاون، و باشگاه فوتبال وست برومویچ آلبیون اشاره کرد.